# 谷汲口駅
谷汲口駅（たにぐみぐちえき）は、岐阜県揖斐郡揖斐川町谷汲長瀬にある、樽見鉄道樽見線の駅である。駅番号はTR12。

## 歴史
- 1956年（昭和31年）3月20日：国鉄樽見線大垣駅 - 当駅間開通時に終着駅として開設[1]。
- 1958年（昭和33年）4月29日：樽見線当駅 - 美濃神海駅（現・神海駅）間延伸。
- 1984年（昭和59年）10月6日：樽見線が第三セクター樽見鉄道へ転換、同社の駅となる[1]。

## 駅構造
単式ホーム1面1線を有する地上駅。列車はホームの大垣寄り（嵩上げ部分）に停車する。かつては島式ホーム1面2線であった。また、駅構内には客車（オハフ502、旧・国鉄オハフ33形）が静態保存されている。
無人駅。桜ダイヤ期間中は駅員が臨時配置される。また、この期間中、普通乗車券を所持していれば当駅で途中下車が可能。

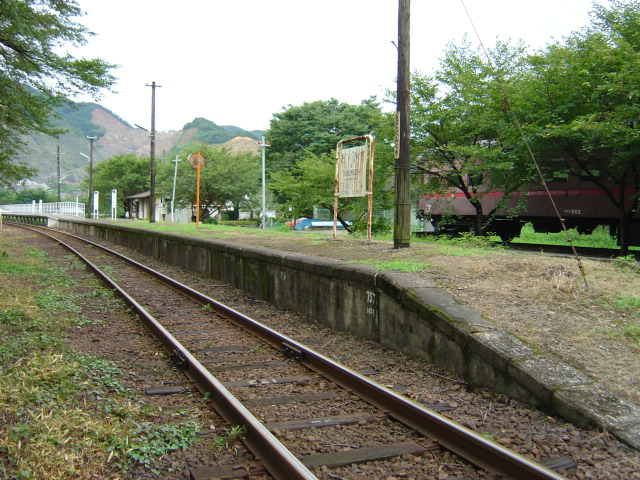
ホーム（2004年8月）
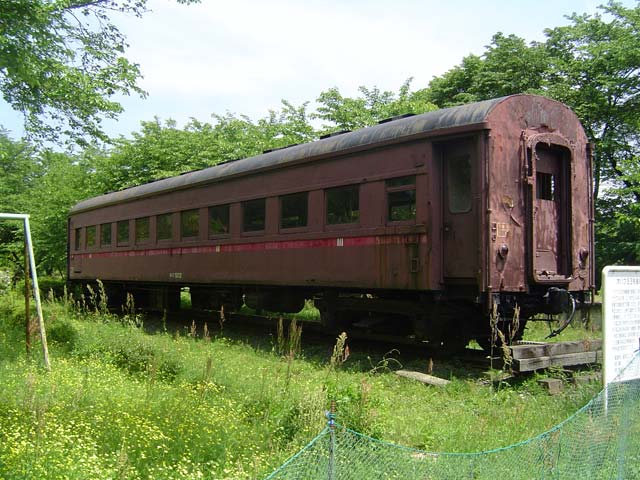
駅構内保存オハフ502 （2005年5月）

## 利用状況
| 年度               | 1日平均乗車人員 |
| ------------------ | --------------- |
| 2011年（平成23年） | 17              |
| 2012年（平成24年） | 21              |
| 2013年（平成25年） | 18              |
| 2014年（平成26年） | 14              |
| 2015年（平成27年） | 13              |
| 2016年（平成28年） | 12              |

## 駅周辺
- 谷汲温泉（日帰り施設）
- 谷汲山華厳寺
- 岐阜県道255号根尾谷汲大野線

## バス路線
駅前に「谷汲口駅」停留所があり、下記の路線が発着する。
揖斐川町ふれあいバス
- 谷汲線
  - 谷汲中央診療所前
  - 高科

※月曜のみ運行。
- 谷汲山線
  - 谷汲山

※土・休日のみの運行。平日にこの駅から谷汲山華厳寺へ向かう場合には、揖斐川町はなももバスの予約が必要である。
揖斐川町はなももバス
- 谷汲口駅（No.86-3）
  - 駅周辺と谷汲エリアに設置された各停留所を結ぶデマンドバス（要予約）。谷汲山仁王門前（No.79-1）に行くことも可能。

## 隣の駅
樽見鉄道
■樽見線
木知原駅 (TR11) - 谷汲口駅 (TR12) - 神海駅 (TR13)